# 香农河畔卡里克
香农河畔卡里克（英语：Carrick-on-Shannon；爱尔兰语：Cara Droma Rúisc），是爱尔兰利特里姆郡的一个城镇，位于香农河畔。总人口3,980（2011年）。该城镇为利特里姆郡郡治，也是该郡人口最多的城镇，同时也是爱尔兰全国人口最少的郡治。

## 友好城市
- 法國 塞松塞维涅